# 東京六大学対校陸上競技大会
東京六大学対校陸上競技大会（とうきょうろくだいがくたいこうりくじょうきょうぎたいかい）は、東京に本部を置く6つの大学の陸上部、競走部によって行なわれる陸上競技の大会である。
なお、「対校」が「対抗」と誤って表記されることもある。

## 概要
1968年に第1回大会が挙行され、毎年春に東京六大学OB会や関東学生陸上競技連盟の後援で開催されており、トラックおよびフィールドの各種目の合計得点によって争われる。
総合優勝の他に、トラックおよびフィールドの各部門でも、優勝校は表彰される。
オリンピック出場選手や世界選手権メダリストなどもこの大会に出場しており、OBがオープン参加することもある。
また、付属校による対校戦も同時に開催されている。

## 構成大学
五十音順で以下の通りである。
- 慶應義塾体育会競走部
- 東京大学陸上運動部
- 法政大学体育会陸上競技部
- 明治大学体育会競走部
- 立教大学体育会陸上競技部
- 早稲田大学競走部

## 競技内容
対校種目は16種目であり、以下の通りである。
- トラック種目：100M、400M、800M、1500M、5000M、110MH、3000MSC、4×100MR、4×400MR
- フィールド種目：走高跳、棒高跳、走幅跳、三段跳、砲丸投、円盤投、やり投

## 年表
- 1968年 第1回大会が開催される
- 2017年 第50回大会を迎える